# František Pilař
František Pilař (2. června 1904, Přibyslav – 14. ledna 1980, Praha) byl český spisovatel, autor knih pro mládež a publicista.

## Život
Narodil se v rodině soudce. Po maturitě na klasickém gymnáziu v Příbrami roku 1922 začal studovat na Právnické fakultě Univerzity Karlovy v Praze, zde ale absolvoval pouze tři semestry. Pak roku 1926 absolvoval jednoroční abiturientský kurz při obchodní akademii v Praze a v letech 1926–1927 angličtinu na English University College. Po skončení studia začal pracovat jako pomocný účetní u anglické dopravní společnosti Royal Mail Line a od roku 1928 pracoval jako úředník v Státním statistickém úřadě. Psát začal pod vlivem spisovatele Václava Řezáče a své verše, fejetony, sloupky, povídky i delší prózy zpočátku publikoval výhradně v novinách a časopisech.
Roku 1950 se stal scenáristou Československého státního filmu, roku 1952 redaktorem nakladatelství Československý spisovatel. Vedle svého povolání se zajímal o techniku a velice rád cestoval (Itálie, Kypr, Sovětský svaz a především Jugoslávie). Roku 1963 byl nucen odejít do invalidního důchodu. Zemřel v lednu roku 1980 v Praze.

## Dílo
- Příběh lásky (1925–1926), próza vycházející na pokračování v časopise Cesta.
- Mlčení pana Bombíka (1936–1937), humoristický román vycházející na pokračování v časopise Ahoj na neděli (pod pseudonymem Jan Kent).
- Universální agentura S. P. P. Z. A. M. (1940), humoristická detektivka vycházející na pokračování v časopise Ahoj na neděli (pod pseudonymem Sawyer).
- Dýmka strýce Bonifáce (1941), humoristicky laděný dobrodružný román pro mládež vycházející na pokračování v Lidových novinách, autorova nejúspěšnější kniha.[2]
- Den začíná nocí (1946), román pro mládež, též jako Hodinu před úsvitem,
- Ostrov tety Karoliny (1955), satirický román, ve kterém autor proti přeorganizované západní společnosti postavil zdravý rozum dobrotivé pražské občanky Karolíny, která zdědila ostrov v Tichomoří.
- Když mi bylo deset let (1961) sbírka povídek pro mládež.
- Kostka domina (1965) sci-fi příběh o vynálezu ničivých paprsků ukrytých v nenápadné kostce domina.
- Vezeme se – aneb o tom, jak se člověk vozil, vozí a bude vozit (1965), povídka pro děti.
- Tři muži v automobilu (1966), humoristická povídka.
- Tři muži v embéčku (1972), humoristická povídka.